# Казка

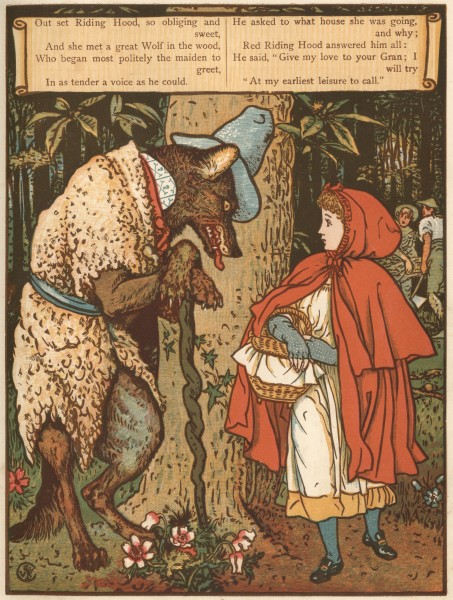
Казка «Червона шапочка», ілюстрація Вальтера Крейна, 1875 р.

Ка́зка — це народно-поетичний або писемно-літературний твір про передбачувано вигадані події чи осіб, іноді за участю фантастичних сил, який має повчальну мету.
Розрізняються народні казки — традиційні та початково усні, без достеменно відомого автора, та літературні — вільнішої форми, які створюються письменниками і поширюються в друкованих виданнях. В народній творчості казка є одним з основних жанрів, де постає як твір переважно чарівного, авантюрного чи побутового характеру з вказівкою на свою вигаданість. В багатьох народних казках відображено минулі суспільні відносини та уявлення про світоустрій. У переносному значенні казка — вигадка взагалі, те, що не відповідає дійсності.
У Європі існувала довга усна традиція, пов'язана з народною казкою, що привернула значну увагу етноантропології. Крім того, чимало дослідників і письменників збирали народні казки та створювали на їх основі нові. Серед таких постатей найбільш відомі Шарль Перро (Франція), брати Грімм (Німеччина), Олександр Афанасьєв (Росія). З українських такими є діячі XIX ст.: Іван Франко, Євген Гребінка, Петро Гулак-Артемовський, Микола Цертелєв, Михайло Максимович, Ізмаїл Срезневський, Левко Боровиковський, Микола Костомаров, Осип Бодянський; XX ст.: Агатангел Кримський, Вікторія Юзвенко, Петро Лінтур, Іван Березовський.

## Характерні особливості
В основі казки лежить захоплива розповідь про вигадані події та персонажів, котрі в момент сприйняття переживаються як реальні. Казкові події поза казкою, на відміну від міфу, сприймаються як неіснуючі та не містять пояснення походження чого-небудь, а персонажі узагальнено відображають представників суспільства та його цінності. Події в казці принципово не можуть бути пояснені читачем (слухачем) з точки зору життєвого досвіду, наукових чи релігійних знань, що відрізняє казку від фантастики. Головні персонажі традиційної казки абстрактні, часто це загальні назви (царевич, дід та баба, вовк тощо), а якщо мають ім'я, то їх неможливо ототожнити з конкретними історичними або ж вигаданими постатями. Персонажі володіють вираженими схвалюваними (або навпаки несхвалюваними) в суспільстві рисами (сміливість, винахідливість, пошана до старших тощо; неслухняність, жадібність, балакучість). Події казки відбуваються в невизначений час — «колись давно». Ці риси відрізняють казку від легенди, билини, саги, переказу та епосу, час дії яких можна з'ясувати.
Для казки характерні сталість структури і композиційних елементів, протиставлення дійових осіб чи їх груп, відсутність розгорнутих описів природи і побуту. Сюжет казки багатоепізодний, з драматичним розвитком подій, зосередженням дії на героєві та щасливим і/або повчальним закінченням. Казка традиційно прозова, за обсягом перевищує байку та не містить, як вона, сатири.
Функціональна палітра казки надзвичайно розмаїта: її естетичні функції доповнюються і взаємопереплітаються з пізнавальними, морально-етичними, соціально-виховними, розважальними та ін. Казки віддалених народів світу мають подібні сюжети та персонажів, що пояснюється подібністю культурно-історичних умов їх життя. Водночас казки відзначаються національними особливостями, відображають спосіб життя народу, його працю і побут, природні умови, а також індивідуальні риси виконавця-оповідача (казкаря). Тому казки, як правило, побутують у багатьох варіантах.

## Класифікація

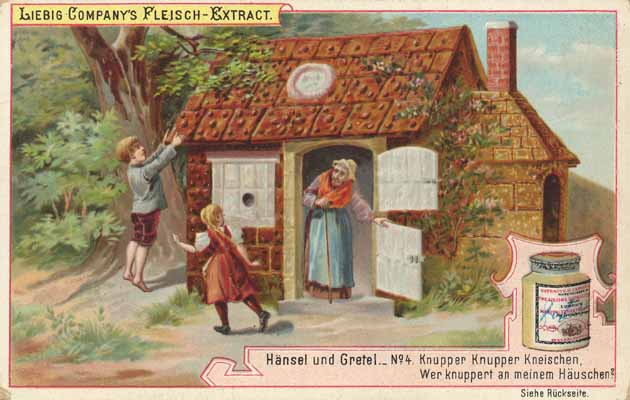
«Гензель і Гретель», ілюстрація на листівці 1896 р.

Недосконалою, але загальноприйнятою у світі є Класифікація Аарне-Томпсона, оформлена в 1912 році, що поділяє казки за сюжетами та змістом на:
- Казки з тваринами — описують стосунки тварин як людські, або стосунки людини й тварини, де тварині приписуються людські якості. Наприклад, життя в хаті, носіння одягу, праця, здатність розмовляти, виконувати звичаї. Сюди також зараховано казки з олюдненими неживими предметами та явищами, стосунки з якими втім побудовані за зразком реальних стосунків (допомога одних одним, обман тощо);
- Казки з магією — казки за участю наділених надприродними силами осіб (порадників — знавців таємного знання чи ритуалів, родичів з незвичайними здібностями, як-от здатність перетворюватися на тварин, чарівним чином виконувати складну роботу, а також помічників з надприродними силами та осіб, які дають надзвичайні завдання), або з використанням надприродних сил (заклять, місць, надприродних істот чи наділених незвичайними властивостями звичайних створінь);
- Релігійні казки — за участю релігійних персонажів та служителів культу, а також ті, де сюжет розвивається згідно певних релігійних ідей. Наприклад, покарання Богом грішників чи винагорода благочестивців, історії про відвідування потойбіччя;
- Романтичні казки — історії про одруження людей, які належать до різних станів (наприклад, бідняка з принцесою), боротьба проти несправедливості, проучення за негідні вчинки, прийняття несподіваних мудрих рішень;
- Казки про дурного огра — казки про обдурення недоброзичливих чудовиськ (чорта, велетня, огра), або виправлення завданої ними шкоди;
- Жарти й анекдоти;
- Казки-формули — переважно комулятивні казки (де відбувається перелік чого-небудь, при цьому при додаванні кожного наступного елемента повторюються всі попередні);
- Некласифіковані казки[3].

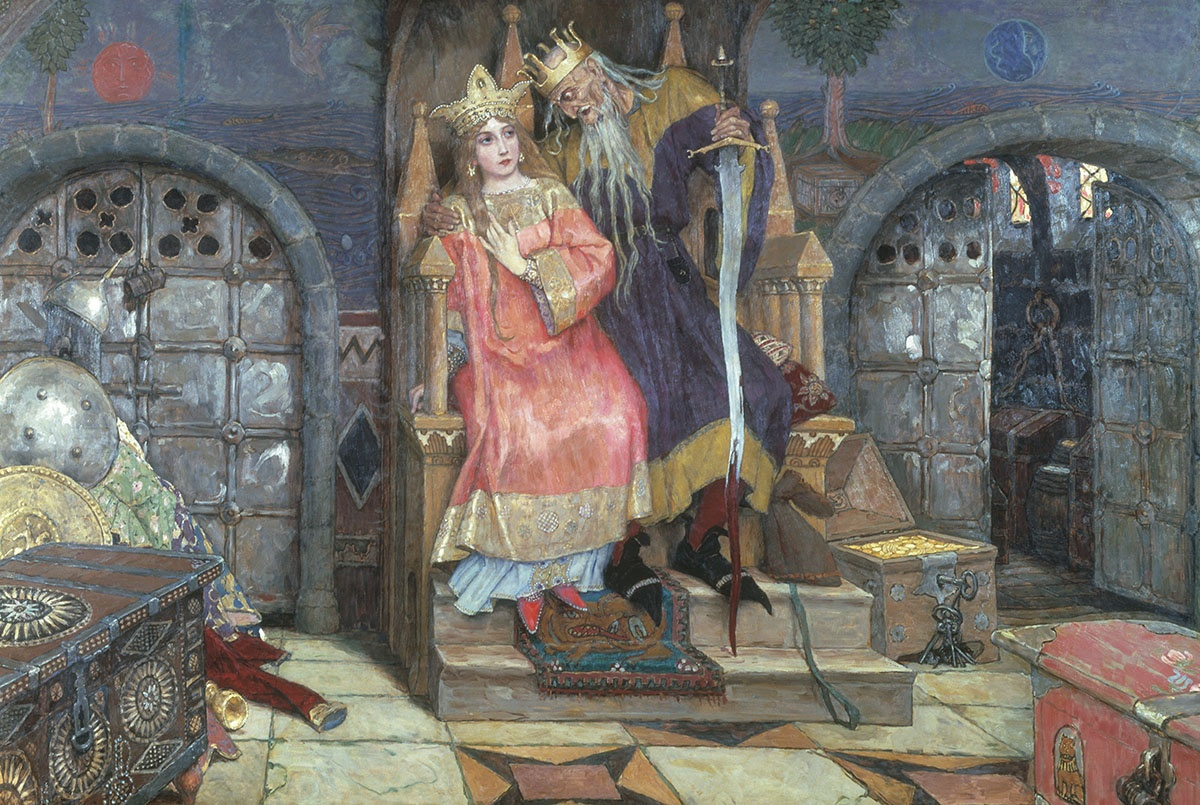
Казковий Кощій Безсмертний, картина Віктора Васнєцова, 1927 р.

За поширеним варіантом Володимира Проппа, казки поділяються на:
- Чарівні казки — в їх основі лежить ініціація героя — подолання ним перешкод для здобуття вищого соціального статусу, що супроводжується символами та символічними діями, котрі при буквальному розумінні виглядають як неможливі та магічні. В таких казках підкреслюється незвичайність, нетутешність чарівних елементів, на противагу іншим казкам, де вони можуть бути буденними;
- Кумулятивні казки — будуються на багаторазовому повторенні низки елементів, що з кожним разом збільшується;
- Казки про тварин, рослин, неживу природу та предмети — казки, де тварини, рослини чи неживі предмети, явища, наділяються людськими якостями та фігурують замість людей, або нарівні з ними;
- Побутові та новелістичні казки — відображають буденне життя, часто гумористичні та без магічних елементів;
- Небилиці — оповідають про принципово неможливі, нелогічні події;
- Докучливі казки — казки, що шляхом повторення невеликого тексту замінюють іншу казку[4].

## Народні казки

Ілюстрація до української народної казки «Котигорошко», 1975 р.

Народна казка є фольклорним жанром і зазвичай передається усно. В основі її сюжету лежить певний конфлікт, що спонукає персонажів до дії. Вона має традиційні зачин і кінцівку (напр. «Жили собі дід та баба…», «…жили-поживали та добра наживали»), сюжетні ходи та персонажів (напр. змій, батьки та троє дітей). Мова казки повсякденна, в той же час з усталеними епітетами (напр. красна дівиця, добрий молодець) та повторами (напр. ішов-ішов, думав-думав). Інколи в казці наявні традиційні вислови, що поєднують одну віддалену подію з іншою (напр. «швидко казка мовиться, та не швидко діло робиться»). Їй властиві узагальнення всього описуваного, персонажі мають сталі функції, що повторюються з казки до казки (шукач мети, дарувальник, викрадач тощо). Портретне зображення персонажів лаконічне, вони розкриваються більше через мову та вчинки, а не вигляд. При цьому казкові персонажі мають виражену соціальну орієнтованість, в них завжди впізнаються представники професій, верств людського суспільства. Час дії народної казки зазвичай минулий і його неможливо встановити точно (був, ішов, жили собі й т. п.).
Народна казка часто розглядається у зв'язку з міфами. Існує дві основні позиції щодо їх стосунків. Згідно першої, казки — це первісні міфи, що втратили своє священне значення та реалізацію в ритуалах. Наприклад, при зміні панівного культу для пояснення світобудови і організації життя суспільства починають слугувати нові міфи, а старі перестають сприйматися за істину і використовуються з розважальною чи дидактичною метою. Стаючи казкою, міф втрачає етнографічну конкретність, міфічних героїв заміняють звичайні люди, міфічний час — казково-невизначений, зникає пояснювальність, колективні проблеми, відображені в міфі, стають в казці особистими.
За іншою, міф і казка виникають та існують паралельно, хоча й мають багато спільних рис. Якщо міф пояснює світ, то казка (зокрема чарівна) соціалізує людину, супроводжуючи її переходи з одного статусу в інший (дитина — доросла, неодружена — одружена) під час обрядів ініціації. Казка або розігрувалася при ініціації, або розповідалася перед нею, щоб повідомити необхідні в майбутньому знання та привити певні цінності. Звідси часті описи випробувань казкового героя, котрі здаються нездоланними, але при допомозі помічників, які відображають старших членів племені, він проходить їх. Також він повинен виявляти силу, кмітливість, знання певних звичаїв, щоб здолати перешкоди — реальні в казці та символічні в реальності під час обряду. Завдяки таємному знанню чи отриманим у винагороду речам він часто уникає смертельної небезпеки (опиняється в печі, казані, звідки виходить неушкодженим; кинуті речі перетворюються на перешкоди для переслідувачів). Часом казковий герой гине чи зазнає каліцтв і воскресає чи зцілюється (його розрубує ворог, але його поливають живою водою; віддає на поживу помічнику частину тіла, яку той повертає і вона приростає назад). При цьому ініціат «помирає» в одному статусі та «народжується» в іншому.
Герой казки завжди демонструє конкретну модель поведінки з відповідними наслідками, на відміну від міфу, де герой може здійснювати несхвалювані чи взагалі табуйовані вчинки безкарно, як і зазнати нічим не компенсованих страждань. Казка завжди самодостатня і не потребує продовження, тоді як багато міфів продовжують інші та незрозумілі без них.

## Літературні казки
Авторська казка розвивається не стільки в рамках фольклору, скільки в рамках друкованої літератури, тому ще називається літературною казкою. Літературна казка може як наслідувати народну, так і мати суттєві відмінності. Вона може мати більшу кількість сюжетних подій, паралельні сюжетні лінії та одночасні події, що відбуваються в різних місцях, велике число дійових осіб. Авторська казка не обов'язково володіє традиційними зачинами, кінцівками та епітетами. Часто літературні казки перетворюються на розгорнуті казкові повісті або містять в собі риси інших жанрів. За небагатьма винятками, вони орієнтовані на дитячу аудиторію. Літературна казка може мати пряме («Розкажу я вам, діти…») чи непряме («Кожний з вас чув…») звертання до слухача, чого не буває у народній казці.
Літературна казка виникла за класицизму як «низький» розважальний жанр. Відомо, що в XVII—XVIII ст. казки були поширеною розвагою у європейської знаті та розігрувалися в придворних феєріях. В салонах було популярним складати поетичні, пародійні казки за мотивами народних. На противагу їм Шарль Перро та Мадам д'Онуа вдавалися до наслідування народної традиції, архаїчної мови. Брати Грімм мали дещо інший підхід, вважаючи, що в казках повинні зберігатися народні композиція, образно-ідейне наповнення, тоді як автору належить переказувати їх літературною мовою, надаючи рис художньої літератури. Уявлення про казку як твір суто для дітей утверджується тільки наприкінці XVIII ст. через популярність байок і романів виховання, котрі використовували казкові елементи.
Розчарування в просвітницьких ідеях, тяга авторів епохи романтизму до природи, бажання возз'єднатися з нею, втекти від реальності, вивчення народної творчості, дослідження внутрішнього світу людини та уявлення про дитину як духовно чисту, природну людину, незіпсовану цивілізацією, сприяли новому інтересу до казки.
В XIX столітті з'явилася велика кількість англомовних народних казок в обробці для дітей від таких письменників, як Ендрю Ленг і Джозеф Джекобс, Говарда Пайл. Також авторські казки писалися в інших країнах: Карло Коллоді в Італії, Людвігом Бехштайном в Німеччині. У 1850—1920 роки розвинулася англійська авторська казка Льюїса Керрола, Джорджа Макдональда, Едіт Несбіт, Кеннета Грема, Барбари Поттер, Редьярда Кіплінга та інших. Період 20—50 років XX ст. представлений казками Алана Мілна і Г'ю Лофтінга, що пропонували читачам повернення у світ дитинства з іграшками чи добрими тваринами, наділеними людськими якостями, на противагу гнітючим наслідкам Першої світової війни. Середина та друга половина століття представлена казками Джеймса Баррі, Доктора Сьюз, Моріса Сендака.
З середини XX століття набуває популярності фентезі — жанр літератури, що описує неіснуючі, неможливі світи. З огляду на опис неіснуючого й неможливого в казці, фентезі розглядається або як література (та інші форми мистецтва), що містить казкові елементи, або як ширший жанр, частиною якого є казка. Серед всесвітньо відомих творів фентезі «Володар перснів» Дж. Р. Р. Толкіна, «Гаррі Поттер» Дж. К.Роулінг, пригоди Конана-кімерійця Р. Говарда та багато інших. В Україні цей жанр представляє, наприклад, Г. Л. Олді, використовуючи в своїх творах сюжети казок, міфів та легенд народів світу.

## Українські казки

### Українські народні казки

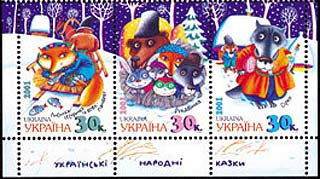
Персонажі українських народних казок на марках

Михайлом Грушевським було виділено головні мотиви українських народних казок:
- Космічні сили: сонце, місяць, вітер, мороз, град, яким людина протистоїть, змагається з ними, щоб досягти порядку.
- Фантастичні надприродні земні сутності: дух землі, або лісовик, «Ох», водяний дід чи цар, або «дід кирничний», які силою чи хитрощами забирають до себе людей, котрих потім доводиться різним способом виручати, або виручатись самим
- Баба-людоїдка: лиха баба, особливо небезпечна для дітей, котрих хоче з'їсти, але ті різними способами рятуються від неї або обдурюють.
- Змій: під нашаруванням мотиву святих змієборців (св. Юрія, Дмитра, Федора) і християнської демонології, де змій є звичайним втіленням нечистої сили, прослідковуються унікальні стародавні мотиви змія як сторожа дерева життя і безсмертя, живої води.
- Кощій Безсмертний: образ, паралельний Змієві, втім, в українській традиції він ослаб і казки про Кощія значною мірою перейняті в росіян. В основі лежать мотиви знаходження душі персонажа в квітці, яйці, та образ персоніфікації смерті, кістяка.
- Кобиляча голова: паралель до Кощія, котра втім не шкодить активно, хоча здатна згубити людину за непошану, або ж нагородити за пошану. Образ поза Україною мало відомий, але в українському фольклорі досить популярний.
- Одноокий людоїд, від котрого людина рятується, хитро вибравши йому останнє око.
- Доля, Недоля, Злидні: комплекс образів, доволі хитких і складних, які то наближаються до чисто поетичних персоніфікацій людського життя і незрозумілого збігу обставин, то переходять в більш конкретизовані, фантастичні образи істот з самостійним існуванням. В казках людина різними способами змушує змінити їхній характер і поведінку, добивається поради або позбувається їх.

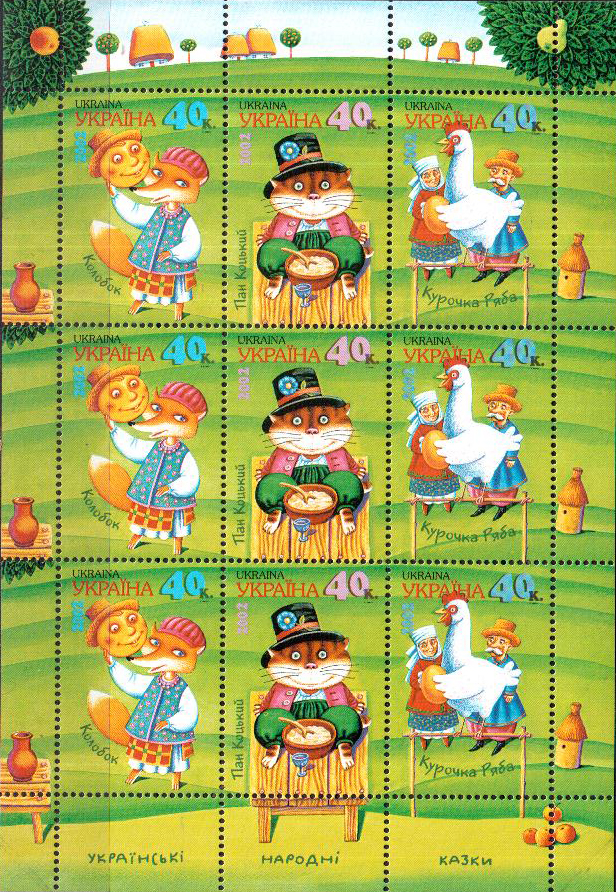
Персонажі українських народних казок на марках

- Персонажі українських народних казок на маркахФатальні, чудесно народжені герої: персонажі з особливою наперед визначеною долею, наділені чудесними рисами, що родяться незвичайним чином. Герої таких казок малолітні (наприклад, семиліток, дівка-семилітка), вони вирушають на подвиги, врятувати своїх батьків, братів або здобути жінку, вдаючись до допомоги чарівних сил, для чого повинні проявити моральні якості. При цьому герой казки:
  - Часто має чудесного коня та товаришів з надзвичайними здібностями чи незвичайного походження. В подорожах йому допомагають чарівні звірі.
  - Нерідко зазнає метаморфоз — перетворюється на тварин аби втекти від переслідування чи досягти певного місця.
  - Користується чудодійними засобами — зіллями, показниками шляху, свідченнями правди на боці героя.
- Родинні мотиви: ненормальні родинні відносини в патріархальній родині, котрі належить усунути. Такі казки пов'язуються з розпадом родо-племінного ладу і як наслідок зникненням моральних регуляторів, які давала родова солідарність. Особливо:
  - Зла мачуха та її прийомна донька, де перша отримує покарання, а друга здобуває допомогу та винагороду.
  - Недобра жінка або сестра, котра перебуває в змові з надприродними силами, хоче позбутися свого чоловіка або брата, проте її злочини викриваються і вона зазнає покарання.
  - Добра, мудра помічниця, котра виправляє забуття зроблених героєм добрих справ, що сталося через недотримання ним заборони.

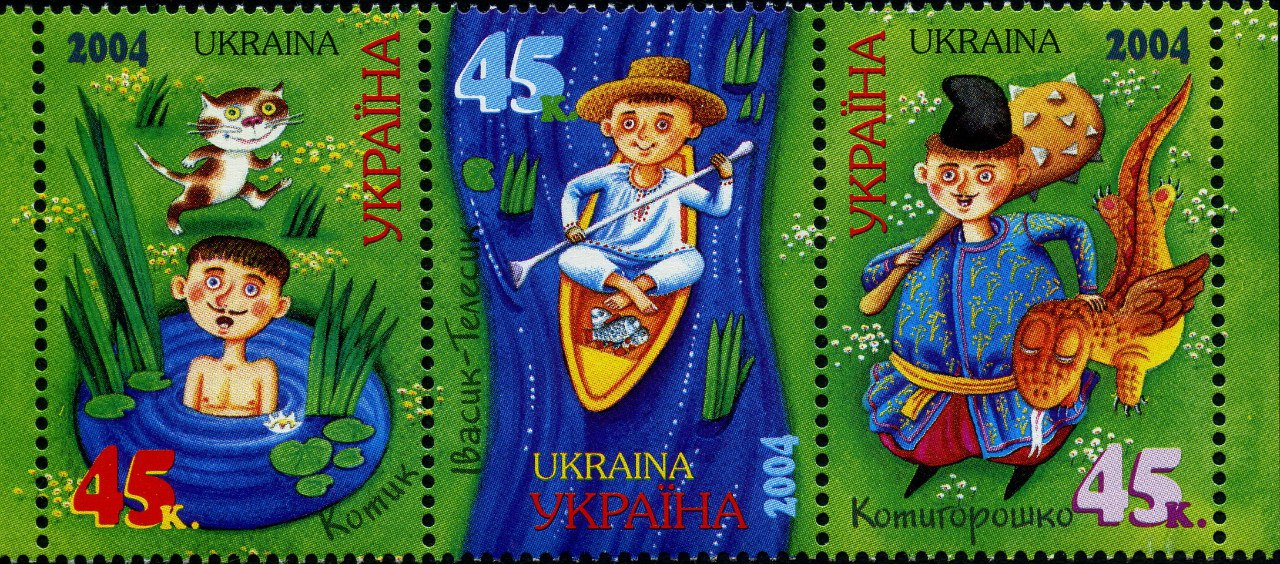
Персонажі українських народних казок на марках

  - Персонажі українських народних казок на маркахДобра і вірна жінка, місце якої займає її недобра сестра, проте врешті справедливість відновлюється і лиходійка зазнає покарання, а скривджена отримує винагороду.
  - Сватання або відшукування викраденої жінки — мотив, де доводиться добувати дівчину чи жінку, зняти чари, накладені на дівчину або викрадену жінку злими чарівниками.
  - Засуджені на смерть, вигнані або чудесними й природними засобами урятовані і виховані діти, чия доля здійснюється попри всі намагання цьому завадити.
  - Зневажені (упосліджені) діти: скривджені старшими молодші діти, які здобувають щастя і багатство.
  - Три брати, менший брат: вдачливий дурень, знехтуваний менший брат, що виявляє більше мудрості, моральності за старших, тому здобуває успіх.
  - Суперництво двох братів: заздрісного й багатого старшого і бідного й доброго молодшого.
  - Поза колом родинних відносин лежать такі теми, як: немилосердний і гордий цар та його покарання; викрадачі, які виконують крадіжку в неможливих умовах; мудрий і сильний або наділений нелюдськими силами робітник, котрого бере скупий та заздрісний хазяїн і від того гине; розбійники — переважно дурні, від котрих рятуються вхоплені ними діти, дівчата і подібне; дурні народи і дурні взагалі[12].

В українських народних казках вбачаються сліди архаїчних звичаїв, пам'ять про які майже не збереглася в інших європейських народів. Так, багатством в українських казках часто володіє не чоловік, як в інших народів, а жінка (дівчина) через практику материзни, коли спадок передається від матері до доньки. Суто негативні в інших народів персонажі, такі як Змій, можуть виявляти честь і гостинність: зустрічають героя, що прийшов з ними битися, застіллям, дають право першого удару. Підстави цього вбачаються у збереженні язичницького світорозуміння, де надприродні сили ще не поділяються на однозначно добрих і злих. Образи казкових тварин вважаються відгомоном тотемізму, коли ці тварини шанувалися як священні.

### Українські літературні казки

Повість-казка «В Країні Сонячних Зайчиків» Всеволода Нестайка

Літературна казка на території України спочатку була представлена авторськими переказами та інтерпретацією фольклорних сюжетів, стилізацією під народну казку, використанням народних мотивів тощо. Такі казки створювали зокрема письменники XIX ст.: Марко Вовчок, Степан Руданський, Іван Манчжури, Панас Мирний, Олена Пчілка, Леся Українка, Іван Франко, Михайло Коцюбинського. З часом українські, як і зарубіжні, авторські казки відходять від фольклорних витоків, зображають у казковій формі злободенні питання, завуальовано критикують негативні суспільні явища.
У XX ст. пишуться казки Анатолія Дімарова, Анатолія Шияна, Богдана Чалого, Валентина Бичка, Всеволода Нестайка, Дмитра Чередниченка, Івана Неходи, Леоніда Первомайського, Лариси Письменної, Марії Пригари, Михайла Стельмаха, Миколи Трублаїні, Наталії Забіли, Оксани Іваненко, Платона Воронька, Юрія Збанацького, Юрія Ярмиша та ін. У другій половині ХХ ст. виникають жанрові підвиди авторської казки: пізнавальні, морально-дидактичні та пригодницько-розважальні. Наприкінці XX — початку XXI ст. жанр літературної казки оновився такими жанровими різновидами, як казки-фентезі, казки-притчі, казки-новели, казки-легенди, казки-мініатюри, казки-балади, казкові хроніки, міські казки тощо.
У жанрі української літературної казки активно працюють Леся Мовчун, Богдана і Дзвінка Матіяш, Мар'яна і Тарас Прохасько, Зірка Мензатюк, Володимир Читай, Євген Погорєлов та ін. 
Відомі повісті-казки Галини Малик, Сергія Гридіна, Марії Чумарної, Олександра Дерманського, Галини Пагутяк, Лесі Вороніної, Андрія Бачинського та ін.

## Відомі збірки казок
- Арабських — «Тисяча й одна ніч»;
- індійських — «Океан сказань»;
- німецьких — братів Грімм;
- українських — Лідії Дунаєвської;
- російських — Олександра Афанасьєва.